# Conseil consultatif des procureurs européens
 (juillet 2011).
Pour les articles homonymes, voir CCPE.
Le Conseil consultatif des procureurs européens (CCPE) est un organisme consultatif auprès du Comité des ministres du Conseil de l'Europe, chargé des questions relatives au fonctionnement des services de ministère public en Europe.
Le CCPE, créé en juillet 2005, a été créé pour faciliter la mise en œuvre de la recommandation Rec(2000)19 du Comité des ministres aux États membres sur le rôle du ministère public dans le système de justice pénale.